# Grosbous
Grosbous (luxemburguès Groussbus, alemany Grosbous) és una comuna i vila al nord-oest de Luxemburg, que forma part del cantó de Redange. Comprèn les viles de Grosbous i Dellen. Limita amb Heiderscheid, Préizerdaul, Useldange, Vichten i Wahl.

## Població
| Nacionalitat   | Població | %      |
| -------------- | -------- | ------ |
| luxemburguesos | 578      | 79,50% |
| Forasters      | 149      | 20,50% |
| - portuguesos  | 19       | 2,61%  |
| - francesos    | 25       | 3,44%  |
| - italians     | 28       | 3,85%  |
| - belgues      | 29       | 3,99%  |
| - alemanys     | 16       | 2,20%  |
| - iugoslaus    |          |        |
| - altres       | 32       | 4,40%  |

## Evolució demogràfica
| Any        | Població |
| ---------- | -------- |
| 15/02/2001 | 727      |
| 01/01/2002 | 735      |
| 01/01/2003 | 725      |
| 01/01/2004 | 719      |
| 01/01/2005 | 772      |